# Дітрих I фон Генгебах
Дітрих I фон Генгебах (нім. Dietrich I. von Hengebach; бл. 1150 — бл. 1224) — церковний і політичний діяч Священної Римської імперії, 33-й архієпископ Кельна і 5-й герцог Вестфалії в 1208—1212 роках.

## Життєпис
Походив з північновестфальського шляхетського роду Генгебахів. Про батьків відомостей обмаль. Народився близько 1150 року. Був призначений для церковної кар'єри, отримавши відповідну освіту.
1165 року стає пробстом Апостольської церкви в Кельні. У 1198 році стає прихильником Вельфів. У 1199 році боровся за посаду пробста Старого Кельнського собору, але програв. Втім до 1204 року судився за цю посаду.
1208 року після смерті архієпископа Кельнського Бруно IV фон Зайна за підтримки імператора Оттона IV обирається новим очільником Кельнської єпархії. Висвячений на священника і єпископа 1209 року.
Не виявив необхідної політичної гнучкості з Папським престолом та Гогенштауфенами, безоглядно й жорстко підтримуючи позицію імператора. Внаслідок цього як архіканцлер Італії недосяг успіху в цій частині імперії, залишивши Апеннінський півострів 1210 року.
Для підтримки своєї сили влади імператору було потрібно більше і більше грошей, які могли забезпечити йому лише його вірні. Тож архієпископ все більше оподатковував своїх підлеглих, а також духовні установи, які були неоподаткованими. Це не тільки коштувало йому репутації, але й посилювало загальне незадоволення.
1212 року відмовився оголосити папську енцикліку про позбавлення Оттона IV влади та інтердикт. Натомість папа римський Іннокентій III позбавив Дітриха I фон Генгебаха сану та влади. Зигфрід II фон Еппштейн, архієпископ Майнца та папський легат, виконав це рішення. Адміністратором став Адольф фон Альтена. Втім фон Генгебах не змирився з цим, продовжуючи боротися за владу в Кельнському архієпископстві. Зрештою поїхав до Риму, де намагався домогтися скасування рішення про позбавлення сану. Перебував у Римі до 1215 року, коли було винесено остаточне рішення не на користь Дітриха фон Генгебаха.
Після цього повернувся до Кельна, де мешкав в пробстві Апостольської церкви. Помер в Кельні близько 1224 року.